# (177853) Lumezzane
(177853) Lumezzane est un astéroïde de la ceinture principale.

## Description
(177853) Lumezzane est un astéroïde de la ceinture principale. Il fut découvert le 5 août 2005 à Lumezzane par Marco Micheli et Gian Paolo Pizzetti. Il présente une orbite caractérisée par un demi-grand axe de 2,60 UA, une excentricité de 0,20 et une inclinaison de 14,2° par rapport à l'écliptique.

## Compléments